# یون کیون-سانگ
یون کیون سانگ (به انگلیسی: Yun Kyun-sang) متولد ۳۱ مارس ۱۹۸۷ بازیگر کره جنوبی است.
وی با بازی در نقش‌های مکمل در سریال‌های تلویزیونی مانند پینوکیو و پزشکان و [حالا با عشق نمیز کن ۲۰۱۸]شهرت قابل توجهی کسب کرد.

## حرفه
یون قبل از اینکه بازیگر شود، در ابتدا به عنوان مدل کار می‌کرد. وی با احترام به خواسته‌های پدرش به ارتش پیوست و خدمت اجباری خود را به اتمام رساند. در سال ۲۰۱۲ با بازی در درام تاریخی سرنوشت (مجموعه تلویزیونی) به عنوان بازیگر شروع به کار کرد. وی سپس در فیلم بدون تنفس به عنوان شناگر، و به عنوان جوانترین کارآگاه در فیلم جنایی گاپ-دونگ انتخاب شد. یون با بازی در نقش مکمل سریال تلویزیونی پینوکیو به بازیگری دست یافت.

## فیلم‌شناسی

### مجموعه تلویزیونی
| سال       | عنوان                         | نقش                          | شبکه | یادداشت                           | مرجع. |
| --------- | ----------------------------- | ---------------------------- | ---- | --------------------------------- | ----- |
| ۲۰۱۲      | سرنوشت                        | مرد دئوک                     | SBS  |                                   |       |
| ۲۰۱۴      | شکاف دونگ                     | جوانترین کارآگاه             | tvN  |                                   |       |
| ۲۰۱۴–۲۰۱۵ | پینوکیو                       | کی جه میونگ                  | SBS  |                                   |       |
| ۲۰۱۵      | زمانی که عاشق نبودیم          | چا سئو هو                    | SBS  |                                   |       |
| ۲۰۱۵–۲۰۱۶ | شش اژدهای پرنده               | مو هیول                      | SBS  |                                   |       |
| ۲۰۱۶      | شب پرستاره گوهو               | مأمور پلیس                   | سوهو | (حضور افتخاری، قسمت ۱۸)           | [ ۵ ] |
| ۲۰۱۶      | دکترها                        | یونگ یون دو                  | SBS  |                                   |       |
| ۲۰۱۷      | شورشی: دزدی که از مردم می‌دزدد | هونگ گیل دونگ                | MBC  |                                   |       |
| ۲۰۱۷      | وقتی تو خواب بودی             | زن و شوهر در چمنزار          | SBS  | حضور افتخاری، قسمت ۲۱             | [ ۶ ] |
| ۲۰۱۷–۲۰۱۸ | آه، مرموز                     | اوه ایل سئونگ / کیم جونگ سام | SBS  |                                   |       |
| ۲۰۱۸–۲۰۱۹ | حالا با عشق تمیز کن           | جانگ سئون کیول               | JTBC |                                   |       |
| ۲۰۱۹      | گل نوکدو                      | مو هیول                      | SBS  | حضور افتخاری، قسمت ۱۳–۱۴          |       |
| ۲۰۱۹      | کلاس دروغ‌ها                   | کی مو هیوک / کی کانگ جه      | OCN  |                                   | [ ۷ ] |
| ۲۰۲۵      | قانون و شهر                   | کیم جی سوک                   | TVN  | دوست آن جوهیونگ، همسر به مون جونگ |       |

### فیلم
| سال     | عنوان                 | نقش           | یادداشت |
| ------- | --------------------- | ------------- | ------- |
| ۲۰۱۳    | بازی‌های ممنوعه        | هیون جون      |         |
| ۲۰۱۳    | نفس نمی‌کشد            | عضو تیم شنا ۱ |         |
| ۲۰۱۵    | شما آن را شور می‌نامید | وو جی هان     | [ ۸ ]   |
| چیاکسان | لی مین جون            | [ ۹ ]         |         |